# Olszewka (gromada w powiecie sępoleńskim)
Olszewka – dawna gromada, czyli najmniejsza jednostka podziału terytorialnego Polskiej Rzeczypospolitej Ludowej w latach 1954–1972.
Gromady, z gromadzkimi radami narodowymi (GRN) jako organami władzy najniższego stopnia na wsi, funkcjonowały od reformy reorganizującej administrację wiejską przeprowadzonej jesienią 1954 do momentu ich zniesienia z dniem 1 stycznia 1973, tym samym wypierając organizację gminną w latach 1954–1972.
Gromadę Olszewka z siedzibą GRN w Olszewce utworzono – jako jedną z 8759 gromad na obszarze Polski – w powiecie sępoleńskim w woj. bydgoskim, na mocy uchwały nr 24/9 WRN w Bydgoszczy z dnia 5 października 1954. W skład jednostki weszły obszary dotychczasowych gromad Przepałkowo, Komierowo i Wałdówko ze zniesionej gminy Wałdowo oraz obszar dotychczasowej gromady Niechorz (oprócz parceli gospodarczych nr 24 oraz 93–142) ze zniesionej gminy Sępólno Kraińskie w tymże powiecie. Dla gromady ustalono 20 członków gromadzkiej rady narodowej.
1 stycznia 1959 z gromady Olszewka wyłączono część wsi Niechorz o obszarze 791,88 ha, włączając ją do znoszonej gromady Zboże w tymże powiecie.
Gromadę zniesiono 31 grudnia 1959, a jej obszar włączono do gromad Wałdowo (wsie Wałdówko i Komierowo oraz miejscowości Olszewka i Komierówko) i Sośno (wieś Przepałkowo i miejscowość Borówki) w tymże powiecie.